# Малък тръстиков плъх
Малкият тръстиков плъх (Thryonomys gregorianus) е вид бозайник от семейство Тръстикови плъхове (Thryonomyidae).

## Разпространение
Видът е разпространен в Демократична република Конго, Етиопия, Замбия, Зимбабве, Камерун, Кения, Малави, Танзания, Уганда, Чад и Южен Судан.